# Carole Viñals
Pour les articles homonymes, voir Viñals.
Carole Viñals, née en 1971, est une universitaire et écrivaine féministe française spécialiste des droits des femmes en Espagne.

## Biographie
Hispaniste contemporaine, elle oriente ses recherches vers la condition des femmes en Espagne, notamment dans l'histoire des républicaines espagnoles post franquiste.
Diplômée de la Sorbonne, elle est maîtresse de conférence à l'université de Lille, en France.
Spécialiste de l'Espagne contemporaine et de la politique espagnole, elle est notamment l'autrice d'une biographie du poète Jaime Gil de Biedma en 2019.

## Ouvrages
- Jaime Gil de Biedma, une poésie violemment vivante, Paris, L'Harmattan, 2019, 282 p. (ISBN 978-2-2960-7626-6).